# 平戶橋站
平戶橋站（日语：／ Hirato-bashi eki */?）是位於愛知縣豐田市平戶橋町石平，名古屋鐵道（名鐵）的三河線車站。車站編號為MY10。

## 歷史
- 1924年（大正13年）10月31日 - 三河鐵道越戶站至猿投站開業，此站啟用[1]。
- 1941年（昭和16年）6月1日 - 三河鐵道合併至名古屋鐵道，成為名古屋鐵道三河線車站。
- 1943年－1944年（昭和18 - 19年） - 結束貨物營業，撒走側線[1]。
- 1967年（昭和42年）4月1日 - 成為無人車站[1]。
- 2003年（平成15年）10月1日 - 引入車站集中管理系統。車站可以使用交通儲值卡「Trans Pass（日语：トランパス (交通プリペイドカード)）」。
- 2011年（平成23年）2月11日 - 車站可以使用「manaca」IC卡。
- 2012年（平成24年）2月29日 - 交通儲值卡「Trans Pass」的服務終止，此站也不可使用其儲值卡。

## 車站構造
車站為一座地面車站，設有1面1線的單式月台，月台可容納4卡車廂，為三河山線唯一不可進行列車交會的車站。月台是建設在彎位上。月台上設有閉路電視，供一人控制列車的車站駕駛員使用。此外，在列車進站時，車內廣播會播放（大約意思是：月台與列車之間之空隙較大，上下車時請小心）。這個情況與尾西線的玉野站相似。此外由於列車地面與月台地面的高度不一，因此此站上下車時需特別小心。
車站引入了車站集中管理系統（由豐田市站遠端管理）的無人車站。
| 路線           | 上下行 | 方向     |
| -------------- | ------ | -------- |
| 三河線（山線） | 下行   | 猿投方向 |
| 三河線（山線） | 上行   | 知立方向 |

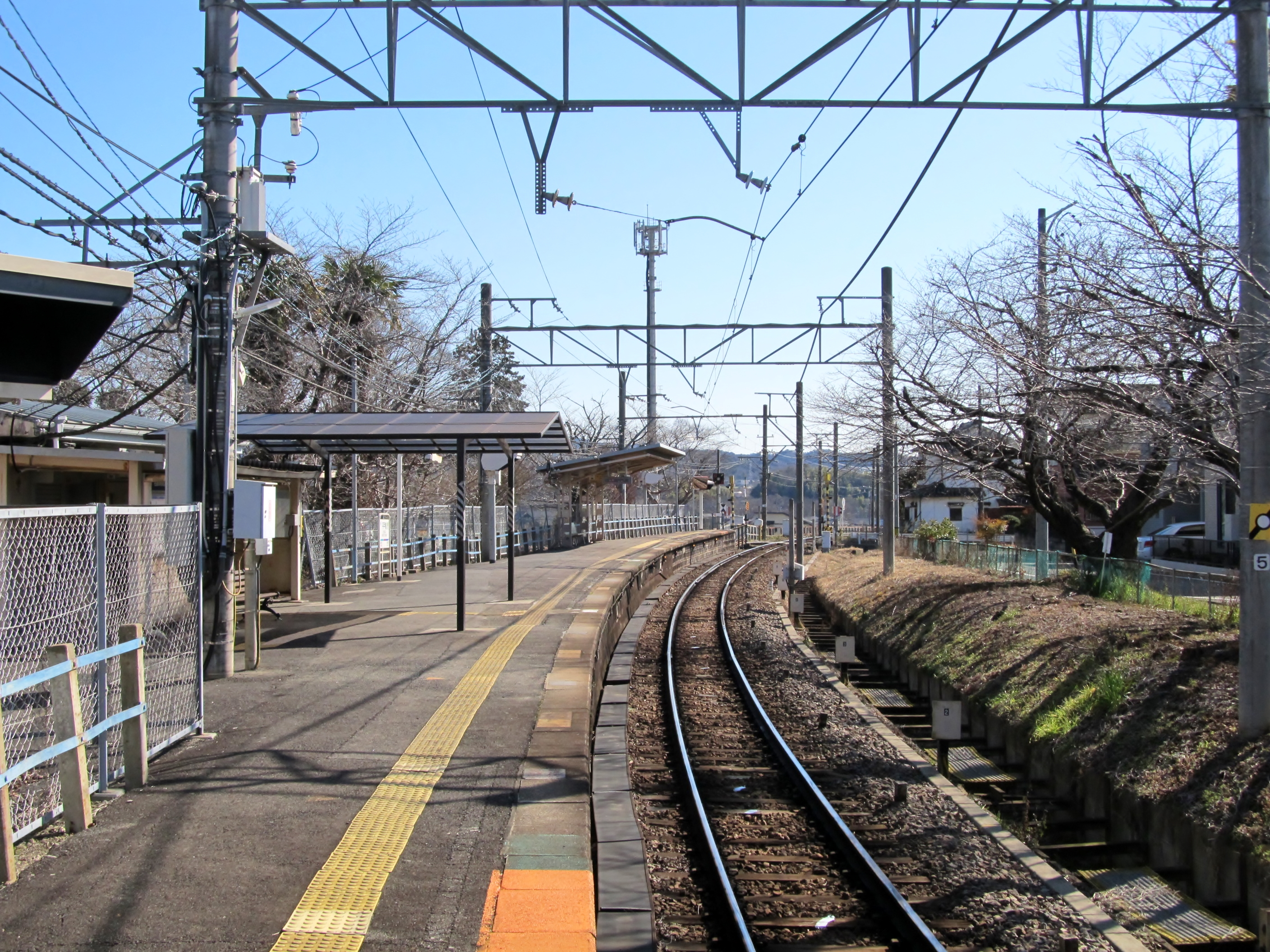
月台（2024年2月）
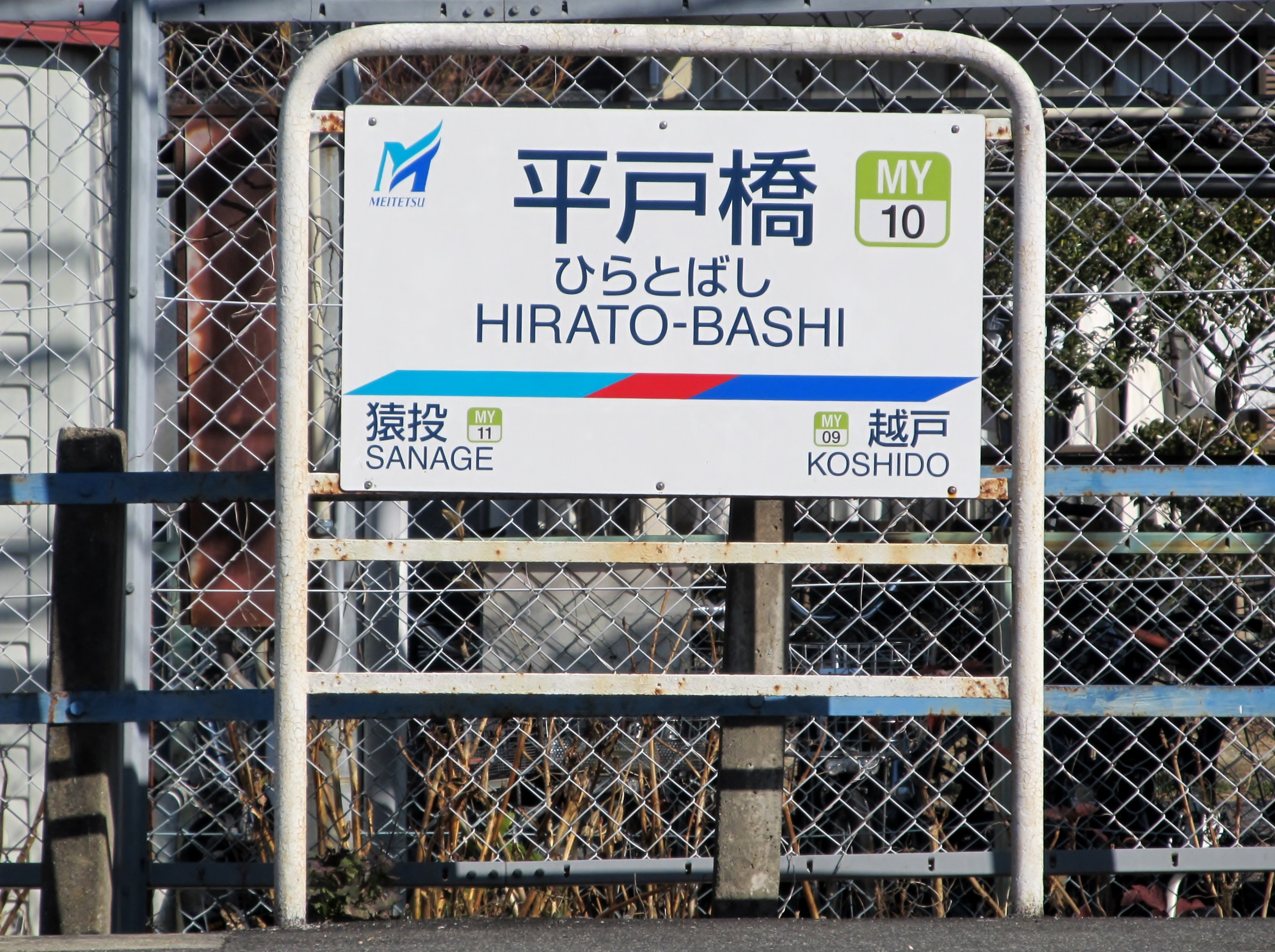
站名牌(2024年2月)

### 配線圖
| ← 猿投站        | 平戶橋站 站內配線略圖 | → 豐田市、 知立方向 |
| 图例 参考文献： |                       |                     |

## 使用狀況
- 在中提及在2013年度，當時1日平均上下車人次為1,381人，為名鐵所有車站（275站）排名第202，三河線（23站）中排名第20[8]。
- 在中提及在1992年度，當時1日平均上下車人次為2,461人，為除岐阜市內線均一車費區間內各站（岐阜市內線、田神線、美濃町線徹明町站至琴塚站之間）外名鐵所有車站（342站）中排名第154，三河線（38站）排名第16[9]。
- 在中，以下為近年1日平均上下車人次列表。

| 年度   | 1日平均 上下車人次 |
| ------ | ------------------ |
| 2002年 | 1,856              |
| 2003年 | 1,685              |
| 2004年 | 1,471              |
| 2005年 | 1,442              |
| 2006年 | 1,420              |
| 2007年 | 1,450              |
| 2008年 | 1,428              |
| 2009年 | 1,357              |
| 2010年 | 1,338              |
| 2011年 | 1,288              |
| 2012年 | 1,350              |
| 2013年 | 1,381              |
| 2014年 | 1,341              |
| 2015年 | 1,462              |
| 2016年 | 1,551              |
| 2017年 | 1,562              |

## 車站周邊
- 平戶橋勘八峽（日语：勘八峡）
- 越戶壩
- 豊田市民藝館（日语：豊田市民芸館）
- 名鐵學園杜若高等學校（日语：杜若高等学校）
- 國道153號（飯田街道）
- 愛知縣道·岐阜縣道11號豐田明智線（日语：愛知県道・岐阜県道11号豊田明智線）
- 愛知縣道58號名古屋豐田線（日语：愛知県道58号名古屋豊田線）（飯田街道）

## 巴士路線
石野地域巴士、衝羽根路線
- 往千鳥寺
  - 在車站東北方250米的縣道58號上，設有平戶橋西巴士站。在上午設有1.5往返班次定期運行，在下午1時至6時之間轉按需求而服務（日语：デマンドバス）。

## 相鄰車站
名古屋鐵道
 三河線（山線）
猿投（MY11）－平戶橋（MY10）－越戶（MY09）

## 注腳

## 外部連結
- 平戶橋 - 名古屋鐵道